# Rodnykiwka (Uman)
Rodnykiwka (ukrainisch Родниківка; russisch Родниковка Rodnikowka, polnisch Wójtówka) ist ein Dorf in der ukrainischen Oblast Tscherkassy mit etwa 2700 Einwohnern (2024).

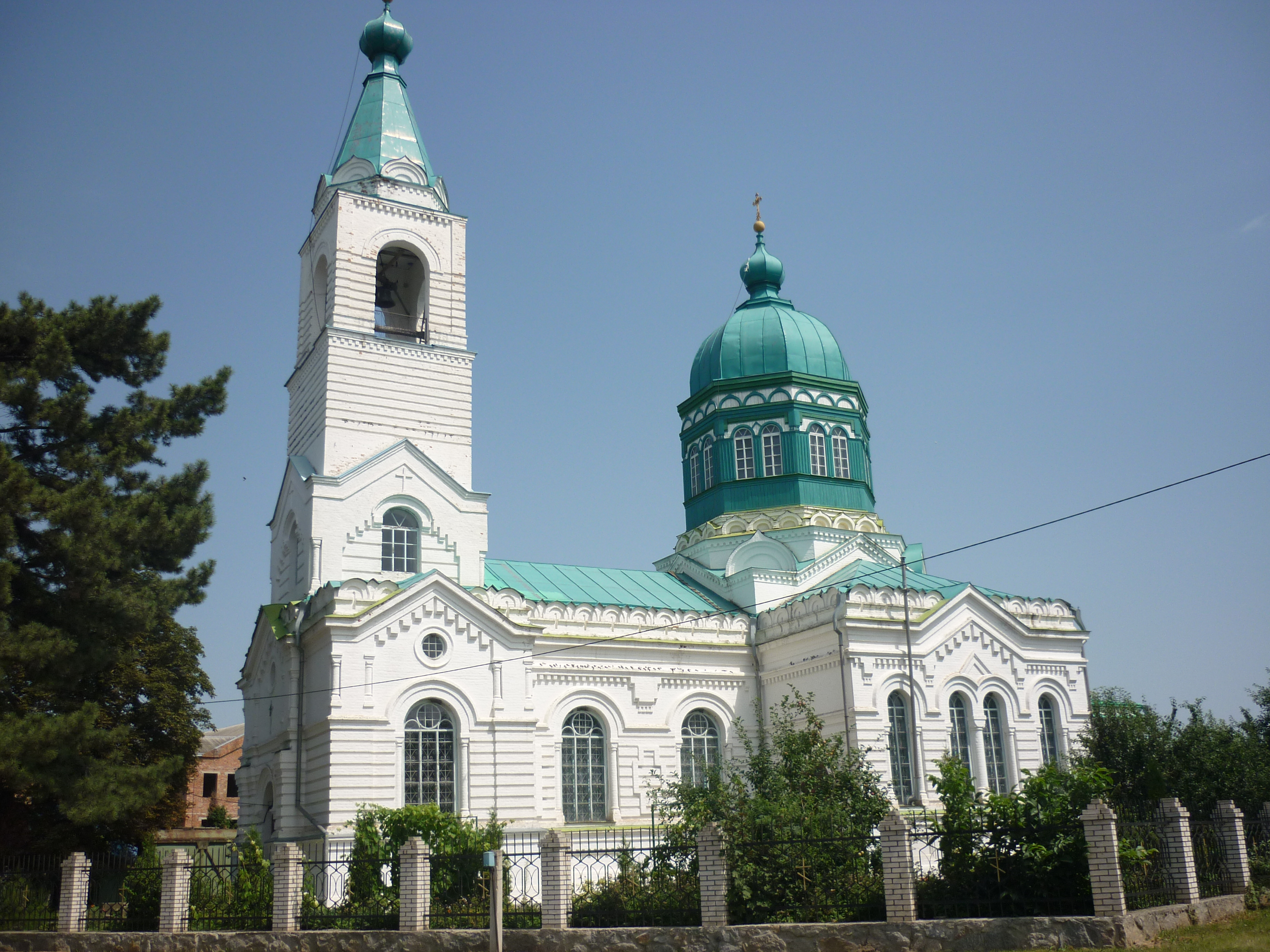
Kirche im Dorf

Das seit dem 18. Jahrhundert bekannte Dorf liegt am Flüsschen Kamjanka, einem Nebenfluss der 43 km langen Umanka (Уманка) im Norden der Stadt Uman 5 km nördlich von dessen Stadtzentrum und 185 km südwestlich vom Oblastzentrum Tscherkassy.
Östlich vom Dorf verläuft die Fernstraße M 05 / E 95.
Am 12. Juni 2020 wurde das Dorf ein Teil der Landgemeinde Palanka, bis dahin bildete es die gleichnamige Landratsgemeinde Rodnykiwka (Родниківська сільська рада/Rodnykiwska silska rada) im Zentrum des Rajons Uman.